# 人魚公主的愛情魔法
是由伊莉莎白·艾倫·羅森鮑姆（Elizabeth Allen Rosenbaum）執導的2006年美國奇幻浪漫喜劇電影，大致取材於愛麗絲·霍夫曼2001年同名的青年小說。故事敘述住在海濱地區的兩名少女克萊兒和海莉，偶遇離家出走的人魚公主艾娃，從中延伸的際遇。
電影發行後的評價褒貶不一，評論界稱讚電影傳遞的友情訊息，但批評劇情設計淺薄，票房表現也不盡理想。但隨著時代推移，本片被視為人魚題材的靠片之一。

## 劇情
克萊爾·布朗（英語：Claire Brown）和海莉·羅傑斯（英語：Hailey Rogers）是彼此最好的朋友，她們正在坦帕附近的海灘小鎮貝布里奇享受僅剩五天的暑假，海莉因為身為海洋生物學家的母親金妮·羅傑斯（英語：Ginny Rogers）的工作影響，將在暑假落幕後遷居澳大利亞，不希望與好友分開的她轉而向海神祈求奇蹟，讓她的母親改變主意；幾分鐘後，一場猛烈的風暴發生了。
第二天晚上，克萊爾和海莉潛入當地的某座游泳池探索期間，意外發現被風暴沖進泳池的人魚公主——艾娃（英語：Aquamarine）。艾娃與兩者成為朋友，解釋道她其實是海神的女兒，但因為不滿被父親包辦婚姻而離家出走，為了讓父親安排的婚約失效，艾娃必須向她的父親證明真愛的存在。另一方面，克萊爾和海莉得知艾娃只要在白天避免讓身體弄濕，便能在陸地維持人類的姿態活動，還有艾娃看上了她們長期以來迷戀的救生員雷蒙德（英語：Raymond）的實情，盡管她們對此感到不甚開心，但在艾娃說明「幫助人魚的對象，可獲得實現一個願望的機會」後，轉念同意幫助艾娃，希望她們能阻止海莉搬家。
艾娃因為不理解人類的愛情如何運作的原理，在初次跟著克萊爾和海莉會見雷蒙德時便被對方拒絕，克萊爾和海莉遂參考青少年雜誌上的策略，嘗試讓雷蒙德在接下來的三天內愛上艾娃。三者頻繁接近雷蒙德的舉動，引起同樣對雷蒙德感興趣、當地氣象學家史東·班克斯（英語：Storm Banks）的女兒西西莉亞·班克斯（英語：Cecilia Banks）的不滿，以她為首的一群受歡迎的少女們更屢次妨礙克萊爾和海莉的計畫。
艾娃和雷蒙德在當地的一場舞會上再次相會，但由於她在日落之後會變回原型，不得不提前離開，她在離開前吻了雷蒙德，還請他明天早晨在碼頭與她見面。此時西西莉亞跟著三個少女們來到艾娃暫時居留的水塔，意外發現了她的秘密，為了在國家電視台上向眾人展示艾娃的存在兼防範對方逃跑，她故意移走水塔的梯子，通知新聞記者前來採訪。然而事態走向出乎西西莉亞的意料之外：鎮上的神秘工人雷納德（英語：Leonard）發現並幫助艾娃脫困，艾娃為了報答雷納德的恩情，實現了他的願望，與此同時塞西莉亞的父親沒收了她的汽車，以懲罰她在國家電視台上讓家人難堪。
第二天早上，雷蒙德依約在碼頭與艾娃會面，艾娃詢問雷蒙德是否愛她，雷蒙德承認他雖然喜歡她，但還沒有愛上她，因為他們只有約會過一次，他想花時間和她慢慢相處。此事讓艾娃傷心不已，隨後出現的西西莉亞更藉機落井下石，將其推入大海，導致墜落海裡的艾娃當場變回人魚的型態。雷蒙德震驚之餘，急忙找救生板嘗試營救她，這讓塞西莉亞大失所望。與此同時，艾娃的父親召喚了一場巨大的風暴，意圖將艾娃拖回海底，海莉和克萊爾見狀，立刻奮不顧身地跳入大海幫助她，同時告訴艾娃她們很愛她。克萊爾和海莉對待艾娃真誠且毫無保留的友誼，終於讓艾娃的父親相信真愛的存在，風暴亦隨之平息。事後克萊爾和海莉雖然獲得實現願望的機會，但決定不使用它來阻止海莉搬走，反而決定保留願望，向艾娃承諾日後會拜訪她，雷蒙德也逐漸接受艾娃身為人魚的事實，邀請她去看望他，兩者正式接吻。回到岸上後，雷蒙德感謝克萊爾和海莉的勇敢，還有她們讓他有機會邂逅艾娃。海莉和克萊爾返家前，吐露她們會互相想念彼此的心聲，雙方正式向彼此道別。
在電影小冊子中交代了一行人的後續發展：時隔一年後，克萊爾、雷蒙德和艾娃在澳大利亞與海莉重逢，四者還一起探索大堡礁的海域。

## 演員
- 莎拉·派斯頓（英语：Sara Paxton） ：人魚公主艾娃（英語：Aquamarine）、艾娃的海星耳飾（聲演）
- 艾瑪·羅勃茲：克萊爾·布朗（英語：Claire Brown）、克萊爾的海星耳飾（聲演）
- 喬安娜·李文絲奇（JoJo）：海莉·羅傑斯（英語：Hailey Rogers）、海莉的海星耳飾（聲演）
- 傑克·麥克道曼：雷蒙德（英語：Raymond）
- 阿莉爾·凱貝爾：西西莉亞·班克斯（英語：Cecilia Banks）
- 克勞蒂亞・卡凡（英语：Claudia Karvan）：海莉的母親金妮·羅傑斯（英語：Ginny Rogers）
- 布魯斯·斯彭斯：維修工人雷納德（英語：Leonard）
- 塔姆茵·瑟斯沃克：瑪裘瑞（英語：Marjorie）
- 羅伊・比爾林（英语：Roy Billing）：克萊爾的父親鮑伯·布朗（英語：Claire Brown）
- 紹恩·米卡里夫（英语：Shaun Micallef）：氣象學家兼西西莉亞的父親史東·班克斯（英語：Storm Banks）
- 露露·麥克拉奇（英语：Lulu McClatchy）：邦妮（英語：Bonnie）
- 娜塔夏·康寧漢（Natasha Cunningham）：帕蒂（英語：Patty）
- 迪辰·拉克曼：貝絲（英語：Beth）
- 林肯·路易斯（英语：Lincoln Lewis）：提奧（英語：Theo）
- 艾莉絲·杭特（Alice Hunter）：海灘的少女
- 班傑明·薛爾德（Benjamin Shields）：海灘的少年

## 製作過程
這部電影的主要拍攝於 2005 年 2 月在澳大利亞開始，並於次年四月結束。

## 家用媒體
電影於2006年6月13日發行DVD，藍光光碟則在2012年3月6日Blu-ray發行。

## 評價
本片上映後獲得兩極評價，爛番茄基於88條專業評論，獲得51%新鮮度，平均得分5.5/10，觀眾評比61%，平均得分3.6/5，網站共識評論寫道：「一部輕鬆、令人咂舌、癡迷年輕男孩的電影，向年輕女孩們傳達了充滿希望的信息」。Metacritic則根據27條評論，獲得加權平均分數56分（滿分100分），代表「褒貶不一或中庸」。影院評分調查觀眾在A至F的評分區間，給予本片「A-」評價。
《好萊塢報導》的邁克·雷赫特沙芬（英語：Michael Rechtshaffen）稱本片為「憑藉其迷人的表演和首次擔任長片導演伊麗莎白·艾倫的輕喜劇風格，構成一部明亮而輕鬆的奇幻浪漫喜劇。」《綜藝》雜誌的喬·萊頓（英語：Joe Leydon）讚這部電影，寫道：「高概念的前提.……已經充實了創造性的機智，不黏膩的溫暖和一點點古怪。結果是一部非常受歡迎的家庭喜劇，它的吸引力可能遠遠超出其目標觀眾」。
有些評論家稱讚了這部電影的主題和信息，《巴爾的摩太陽報》的克里斯·卡爾滕巴赫（Chris Kaltenbach）將這部電影評為「B-」，他讚譽片中對青春期少女表現出令人歡迎的同理心以及對她們如何互動的理解，同時稱本片「教導人們什麼是重要的事物（友誼、自信、利他主義）和似乎重要的事物（純愛、時尚，戴著隨身包奔跑）」《波士頓環球報》的韋斯利·莫里斯（英語：Wesley Morris）寫道：「《人魚公主的愛情魔法》是獨一無二的、罕見的電影，強烈地尊重將女孩與他人聯繫在一起的利他主義忠誠」。
隨時間推移，本片不僅被視為邪典電影，還深受Z世代的歡迎，同時被《今日美國》和在線刊物《Teen Vogue》評選為其中一部「最受歡迎的人魚題材電影」。

## 外部連結
- 互联网电影数据库（IMDb）上《Aquamarine》的资料（英文）
- AllMovie上《Aquamarine》的资料（英文）
- Box Office Mojo上《Aquamarine》的資料（英文）
- 爛番茄上《人魚公主的愛情魔法》的資料（英文）
- Metacritic上《人魚公主的愛情魔法》的資料（英文）